# Formation de Bayan Mandahu
La formation de Bayan Mandahu (parfois appelée formation de Wulansuhai) est une formation géologique constituée de sédiments souvent de couleur rouge déposés en environnement continental au cours du Crétacé supérieur et affleurant autour du village de Bayan Mandahu dans la région autonome chinoise de Mongolie-Intérieure dans le désert de Gobi.

## Géologie et paléoenvironnement
Les sédiments de la formation de Bayan Mandahu indiquent un paléoenvironnement semi-aride avec des dépôts éoliens ou alluvionnaires. La formation est réputée pour ses fossiles de vertébrés dont la plupart sont fossilisés dans des grès dépourvus de structure qui témoignent d'un enfouissement rapide lors de tempêtes de sable.

## Datation
La formation de Bayan Mandahu a souvent été corrélée avec la formation de Djadokhta qui montre des faciès similaires  à environ 300 kilomètres plus au nord-ouest en Mongolie dans le bassin de Nemegt. N. R. Longrich en 2010 a estimé la formation de Bayan Mandahu devait être un peu plus jeune, peut-être d'un million années, par rapport à son homologue mongole.
La formation date du Campanien, soit un âge entre 83,6 ± 0,2 et 72,2 ± 0,2 Ma (millions d'années).

## Paléontologie
La faune fossile de Bayan Mandahu est très proche de celle de la formation de Djadokhta, même si elle pourrait être un peu plus récente (1 Ma) et renfermer des animaux dérivés, peut-être les descendants directs de leurs homologues de Djadokhta. En effet, si les deux formations livrent les mêmes genres de vertébrés fossiles, il n'en est pas de même pour les espèces. C'est le cas pour le plus courant des mammifères sur les deux sites, Kryptobaatar avec K. dashzevegi dans le Djadokhta et K. mandahuensis dans le Bayan Mandahu. De même, les dinosaures de la formation de Djadokhta Protoceratops andrewsi et Velociraptor mongoliensis sont remplacés dans la formation chinoise par les espèces Protoceratops hellenikorhinus et Velociraptor osmolskae.

## Faune de la formation de Bayan Mandahu

### Crocodylomorphes
| Crocodylomorphes de la formation de Bayan Mandahu | Crocodylomorphes de la formation de Bayan Mandahu | Crocodylomorphes de la formation de Bayan Mandahu | Crocodylomorphes de la formation de Bayan Mandahu | Crocodylomorphes de la formation de Bayan Mandahu | Crocodylomorphes de la formation de Bayan Mandahu | Crocodylomorphes de la formation de Bayan Mandahu |
| Genre                                             | Espèce                                            | Situation                                         | Position stratigraphique                          | Fréquence                                         | Notes                                             |                                                   |
| ------------------------------------------------- | ------------------------------------------------- | ------------------------------------------------- | ------------------------------------------------- | ------------------------------------------------- | ------------------------------------------------- | ------------------------------------------------- |
| Shamosuchus                                       |                                                   |                                                   |                                                   |                                                   | Un mésoeucrocodylien.                             |                                                   |

### Lézards
Un amphisbène et un iguane sont connus dans la formation.
| Lézards de la formation de Bayan Mandahu | Lézards de la formation de Bayan Mandahu | Lézards de la formation de Bayan Mandahu | Lézards de la formation de Bayan Mandahu | Lézards de la formation de Bayan Mandahu | Lézards de la formation de Bayan Mandahu | Lézards de la formation de Bayan Mandahu |
| Genre                                    | Espèce                                   | Situation                                | Position stratigraphique                 | Fréquence                                | Notes                                    |                                          |
| ---------------------------------------- | ---------------------------------------- | ---------------------------------------- | ---------------------------------------- | ---------------------------------------- | ---------------------------------------- | ---------------------------------------- |
| Adamisaurus                              | A. magnidentatus                         |                                          |                                          |                                          | Un agame.                                |                                          |
| Bainguis                                 |                                          |                                          |                                          |                                          | Un Diploglossa.                          |                                          |
| Telmasaurus                              |                                          |                                          |                                          |                                          | Un varan.                                |                                          |

### Mammifères
Un Taeniolabidoidea multituberculé est connu dans la formation.
| Mammifères de la formation de Bayan Mandahu | Mammifères de la formation de Bayan Mandahu | Mammifères de la formation de Bayan Mandahu | Mammifères de la formation de Bayan Mandahu | Mammifères de la formation de Bayan Mandahu      | Mammifères de la formation de Bayan Mandahu                       | Mammifères de la formation de Bayan Mandahu |
| Genre                                       | Espèce                                      | Situation                                   | Position stratigraphique                    | Fréquence                                        | Notes                                                             |                                             |
| ------------------------------------------- | ------------------------------------------- | ------------------------------------------- | ------------------------------------------- | ------------------------------------------------ | ----------------------------------------------------------------- | ------------------------------------------- |
| Kennalestes                                 | K. gobiensis                                |                                             |                                             |                                                  | Un placentaire. Présent également dans la formation de Djadokhta. |                                             |
| Kryptobaatar                                | K. mandahuensis                             |                                             |                                             | Le mammifère le plus abondant dans la formation. | Un multituberculé.                                                |                                             |

### Ornithischiens
| Dinosaures ornithischiens de la formation de Bayan Mandahu | Dinosaures ornithischiens de la formation de Bayan Mandahu | Dinosaures ornithischiens de la formation de Bayan Mandahu | Dinosaures ornithischiens de la formation de Bayan Mandahu | Dinosaures ornithischiens de la formation de Bayan Mandahu | Dinosaures ornithischiens de la formation de Bayan Mandahu | Dinosaures ornithischiens de la formation de Bayan Mandahu |
| Genre                                                      | Espèce                                                     | Situation                                                  | Fréquence                                                  | Notes                                                      | Images                                                     |                                                            |
| ---------------------------------------------------------- | ---------------------------------------------------------- | ---------------------------------------------------------- | ---------------------------------------------------------- | ---------------------------------------------------------- | ---------------------------------------------------------- | ---------------------------------------------------------- |
| Hadrosauridae indét.                                       | Indéterminé                                                | - Bayan Mandahu                                            |                                                            | Un hadrosauridé.                                           |                                                            |                                                            |
| Magnirostris                                               | M. dodsoni                                                 | - Bayan Mandahu                                            |                                                            | Un cératopsien.                                            |                                                            |                                                            |
| Pinacosaurus                                               | P. mephistocephalus                                        | - Bayan Mandahu                                            | « Crâne, squelette post-crânien, ostéodermes. »            | Un ankylosauridé.                                          |                                                            |                                                            |
| Protoceratops                                              | P. hellenikorhinus                                         | - Bayan Mandahu                                            | « Squelette complet »                                      | Un ceratopsien.                                            |                                                            |                                                            |
| ?Udanoceratops                                             | Indéterminé                                                | - Bayan Mandahu                                            |                                                            | Un cératopsien géant.                                      |                                                            |                                                            |

### Saurischiens
| Dinosaures saurischiens de la formation de Bayan Mandahu | Dinosaures saurischiens de la formation de Bayan Mandahu | Dinosaures saurischiens de la formation de Bayan Mandahu | Dinosaures saurischiens de la formation de Bayan Mandahu | Dinosaures saurischiens de la formation de Bayan Mandahu                           | Dinosaures saurischiens de la formation de Bayan Mandahu | Dinosaures saurischiens de la formation de Bayan Mandahu |
| Genre                                                    | Espèce                                                   | Situation                                                | Fréquence                                                | Notes                                                                              | Images                                                   |                                                          |
| -------------------------------------------------------- | -------------------------------------------------------- | -------------------------------------------------------- | -------------------------------------------------------- | ---------------------------------------------------------------------------------- | -------------------------------------------------------- | -------------------------------------------------------- |
| cf. Gobipteryx                                           | Indéterminé                                              |                                                          |                                                          | Œufs similaires à ceux attribués à Gobipteryx minuta de la formation de Djadokhta. |                                                          |                                                          |
| Linheraptor                                              | L. exquisitus                                            | - Wulansuhai                                             |                                                          | Un dromaeosauridé                                                                  |                                                          |                                                          |
| Linhevenator                                             | L. tani                                                  | - Wulansuhai                                             |                                                          | Un troodontidé                                                                     |                                                          |                                                          |
| Philovenator                                             | P. curriei                                               | - Wulansuhai                                             |                                                          | Un troodontidé                                                                     |                                                          |                                                          |
| Wulatelong                                               | W. gobiensis                                             | - Wulansuhai                                             |                                                          | Un oviraptorosaure                                                                 |                                                          |                                                          |
| Linhenykus                                               | L. monodactylus                                          | - Wulansuhai                                             |                                                          | Un alvarezsauridé                                                                  |                                                          |                                                          |
| Machairasaurus                                           | M. leptonychus                                           | - Bayan Mandahu                                          |                                                          | Un oviraptoridé                                                                    |                                                          |                                                          |
| Oviraptoridae indét.                                     | Indéterminé                                              | - Bayan Mandahu                                          |                                                          | Un oviraptoridé                                                                    |                                                          |                                                          |
| sauropode indét.                                         | Indéterminé                                              | - Bayan Mandahu                                          |                                                          | Un sauropode.                                                                      |                                                          |                                                          |
| Tyrannosauridae indét.                                   | Indeterminate                                            | - Bayan Mandahu                                          |                                                          | Un tyrannosauridé.                                                                 |                                                          |                                                          |
| Velociraptor                                             | V. mongoliensis                                          |                                                          |                                                          | Mal classé, présent seulement dans la formation de Djadokhta.                      |                                                          |                                                          |
| Velociraptor                                             | V. osmolskae                                             | - Bayan Mandahu                                          |                                                          | Un dromaeosauridé.                                                                 |                                                          |                                                          |

### Tortues
| Tortues de la formation de Bayan Mandahu | Tortues de la formation de Bayan Mandahu | Tortues de la formation de Bayan Mandahu | Tortues de la formation de Bayan Mandahu | Tortues de la formation de Bayan Mandahu | Tortues de la formation de Bayan Mandahu | Tortues de la formation de Bayan Mandahu |
| Genre                                    | Espèce                                   | Situation                                | Position stratigraphique                 | Fréquence                                | Notes                                    |                                          |
| ---------------------------------------- | ---------------------------------------- | ---------------------------------------- | ---------------------------------------- | ---------------------------------------- | ---------------------------------------- | ---------------------------------------- |
| Basilemys                                |                                          |                                          |                                          |                                          | Une tortue à carapace molle.             |                                          |